# Anna von Pfalz-Veldenz

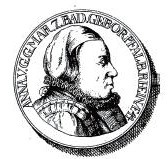
Anna von Veldenz – Markgräfin von Baden-Durlach

Anna von Pfalz-Veldenz (* 12. November 1540; † 30. März 1586 in Graben) war eine geborene Pfalzgräfin von Pfalz-Veldenz und durch Heirat Markgräfin von Baden-Durlach. Von 1577 bis 1584 war sie an der vormundschaftlichen Regierung der Markgrafschaft Baden-Durlach beteiligt.

## Leben
Anna war das älteste Kind des Pfalzgrafen Ruprecht von Veldenz (1506–1544) aus dessen Ehe mit Ursula (1515–1601), Tochter des Wild- und Rheingrafen Johann VII. zu Salm-Kyrburg.
Sie heiratete in dessen zweiter Ehe am 1. August 1558 in Heidelberg den Markgrafen Karl II. von Baden-Durlach (1529–1577). Wie ihr Mann war Anna lutherisch und die Kinder beider Ehen wuchsen ebenfalls in diesem Glauben auf.
Als ihr Mann verstarb, waren die Söhne noch minderjährig. Sie bildete deshalb 1577 bis zu deren Volljährigkeit eine Vormundschaftsregierung und beteiligte daran den Kurfürsten Ludwig VI. von der Pfalz und Herzog Ludwig den Frommen von Württemberg. Als Mitvormund unterzeichnete sie im Namen ihrer Söhne Ernst Friedrich und Jakob die Konkordienformel von 1577 und das Konkordienbuch von 1580. Die Markgrafschaft Baden-Durlach übergab sie 1584 an ihren Sohn Ernst Friedrich. Ihr Sohn Jakob wurde Markgraf von Baden-Hachberg mit Residenz in Emmendingen. Nach seiner Konversion zum katholischen Glauben leitete er 1590 die Rekatholisierung seines Gebietes ein, starb jedoch bereits kurz danach an einer Arsenvergiftung, wodurch die Herrschaft an den Bruder Ernst Friedrich zurückfiel. Georg Friedrich übernahm die Herrschaft seines Bruders Ernst Friedrich nach dessen Tod 1604 und führte die Linien wieder zusammen.
Markgräfin Annas junger Hofprediger Johannes Zehender betreute sie seelsorglich in ihrem letzten Lebensjahr und hielt am 5. April 1586 eine eindrucksvolle Leichenpredigt.

## Nachkommen
Aus ihrer Ehe hatte Anna folgende Kinder:
- Dorothea Ursula (1559–1583)

⚭ 1575 Herzog Ludwig von Württemberg (1554–1593)
- Ernst Friedrich (1560–1604), Markgraf von Baden-Durlach

⚭ 1585 Prinzessin Anna von Ostfriesland (1562–1621)
- Jakob III. (1562–1590), Markgraf von Baden-Hachberg

⚭ 1584 Gräfin Elisabeth von Cuylemburg (1567–1620)
- Anna Marie (1565–1573)
- Elisabeth (1570–1611)
- Georg Friedrich (1573–1638), Markgraf von Baden-Durlach

⚭ 1. 1592 Wild- und Rheingräfin Juliane Ursula von Salm-Neufville (1572–1614)
⚭ 2. 1614 Gräfin Agathe von Erbach (1581–1621)
⚭ 3. (morganatisch) 1621 Elisabeth Stotz († 1652)